# کلیدینگ
کلیدینگ (به آلمانی: Kliding) یک شهر در آلمان است که در کوخم-تسل واقع شده‌است. کلیدینگ ۲۱۴ نفر جمعیت دارد.